# Kazimierz Pieńkowski
Kazimierz Pieńkowski (ur. 3 września 1935 w Mściwujach, zm. 20 maja 2022) – polski specjalista mechaniki płynów i termodynamiki, profesor zwyczajny, rektor Politechniki Białostockiej w latach 1973–1974, Honorowy Obywatel Łomży.

## Życiorys
W 1961 ukończył Wydział Budowlany Wieczorowej Szkoły Inżynierskiej w Białymstoku. Kontynuował studia na Politechnice Warszawskiej, gdzie w 1969 otrzymał stopień doktora, a w 1976 na Wydziale Inżynierii Środowiska – doktora habilitowanego na podstawie pracy pt. Wpływ stabilizacji statecznej stratyfikacji przepływu na wydajność użytkową ogrzewaczy wody. W 1986 nadano mu tytuł profesora nadzwyczajnego, zaś pięć lat później – zwyczajnego. Był autorem ponad 200 publikacji naukowych z zakresu mechaniki płynów, termodynamiki i wymiany ciepła oraz ogrzewnictwa, w tym 11 książek. Posiadał 14 patentów. Od 1980 do 2000 kierował Katedrą Ciepłownictwa Politechniki Białostockiej. W latach 1981–1987 pełnił funkcję prorektora tej uczelni ds. nauki i współpracy z gospodarką, zaś 1988–1993 – jej rektorem. W ciągu jego kadencji powstało sześć nowych kierunków studiów, m.in. informatyka, elektronika i telekomunikacja, ochrona środowiska, zarządzanie i marketing. Zainicjował utworzenie Studium Informatyki w Zarządzaniu i Biznesie. Był także prezesem Białostockiej Fundacji Kształcenia Kadr (1990–2009), prezesem Fundacji Innowacyjnej Gospodarki oraz pierwszym rektorem Państwowej Wyższej Szkoły Informatyki i Przedsiębiorczości (2004–2009). W 2018 otrzymał godność Honorowego Obywatela Miasta Łomża. W wyborach w 1997 otwierał białostocką listę okręgową Ruchu Odbudowy Polski.
Został pochowany 24 maja 2022 na Cmentarzu Farnym w Białymstoku.